# Gmach Wydziału Architektury Politechniki Warszawskiej

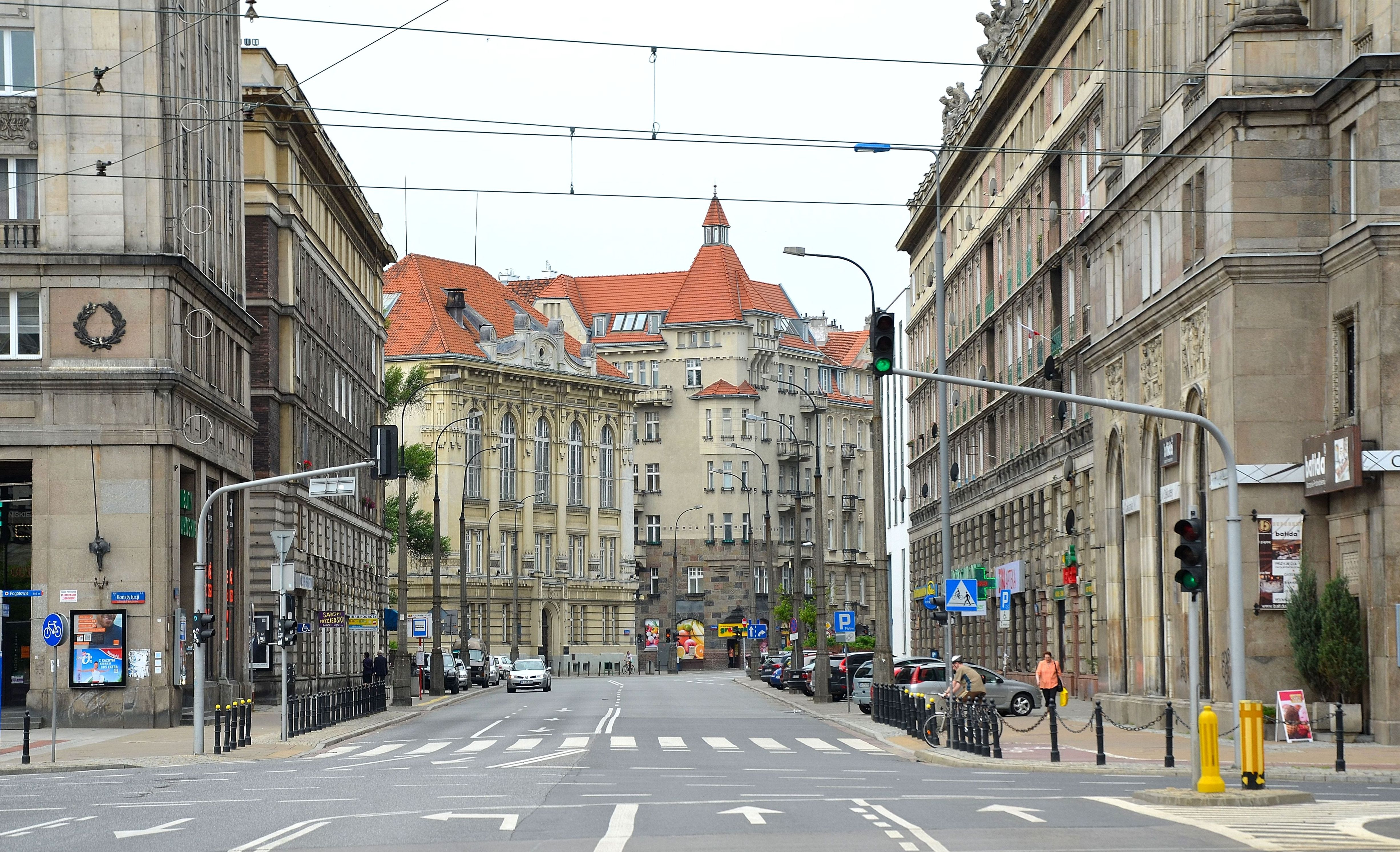
Gmach w perspektywie ulicy Koszykowej

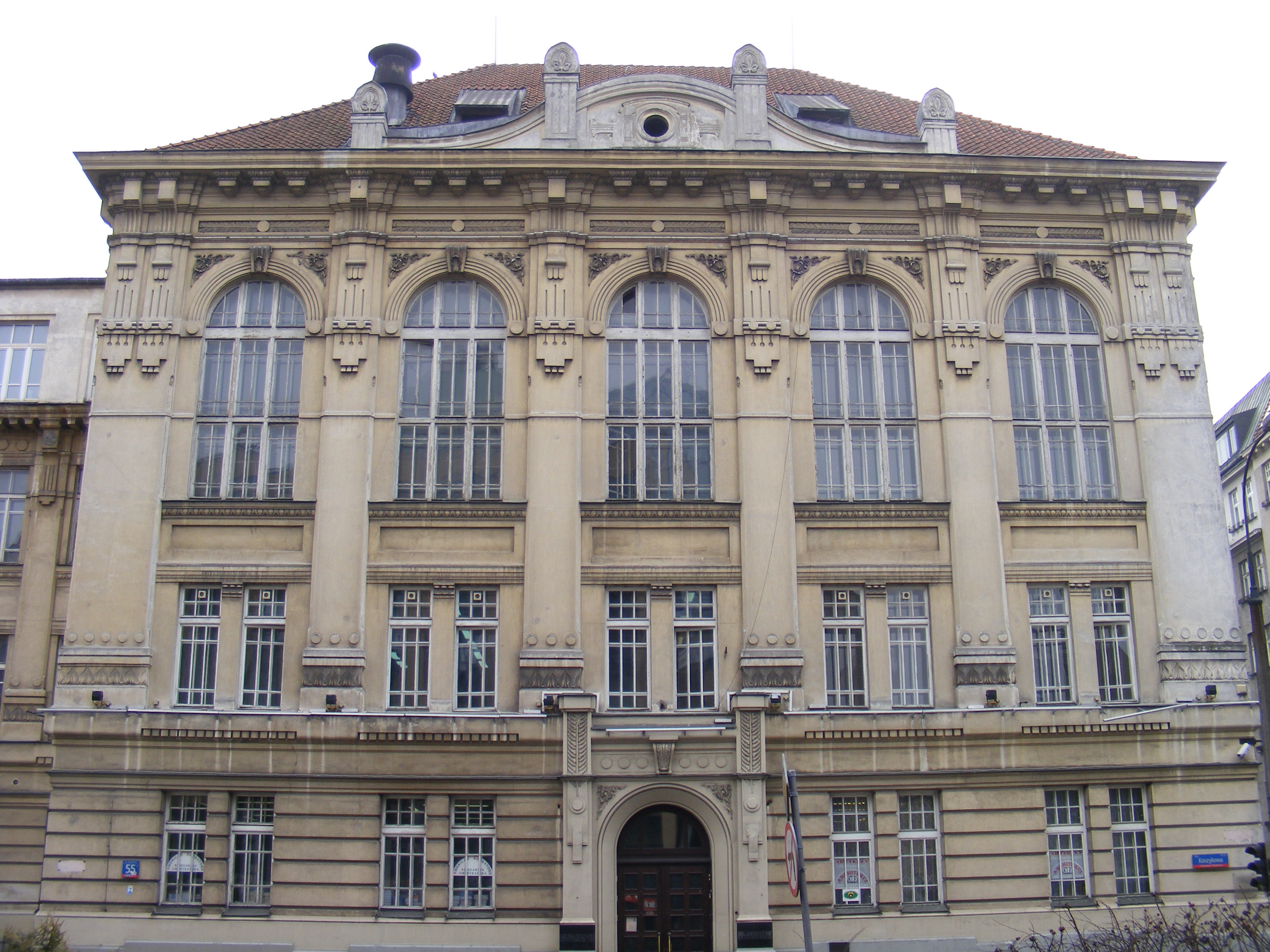
Gmach od frontu

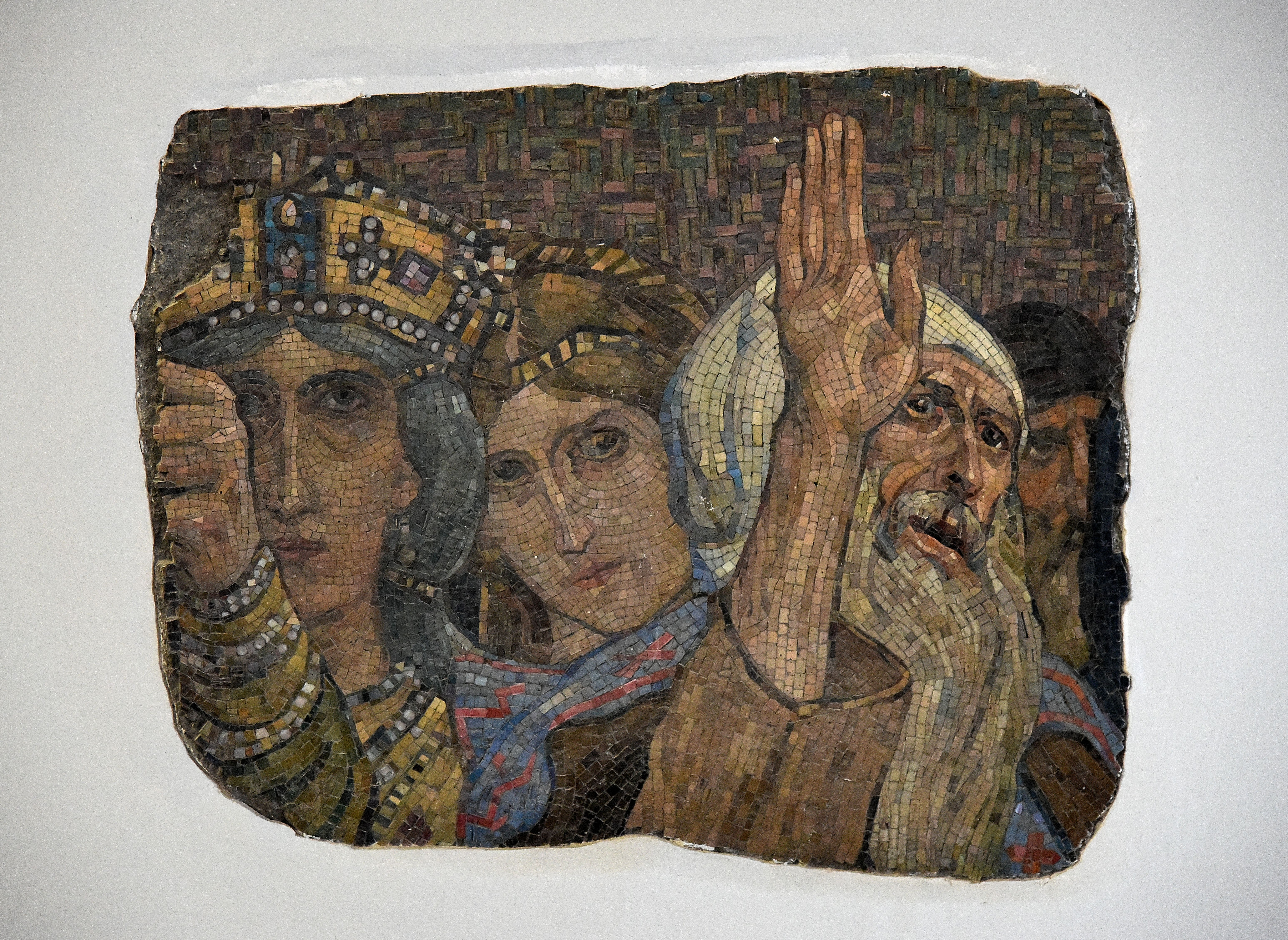
Fragment mozaiki ze zburzonego soboru św. Aleksandra Newskiego

Gmach Wydziału Architektury Politechniki Warszawskiej – siedziba Wydziału Architektury Politechniki Warszawskiej mieszcząca się nieprzerwanie od 1915 roku w budynku byłego V Rządowego Gimnazjum Męskiego przy ul. Koszykowej 55 w Warszawie.

## Historia

### Powstanie budynku
Budynek, zaprojektowany przez Antoniego Jabłońskiego-Jasieńczyka, był wznoszony etapami w latach 1905–1913 dla V Rządowego Gimnazjum Męskiego.

### Początki działalności
Gmach Wydziału Architektury Politechniki Warszawskiej. Wydział jest jedną z dziewięciu państwowych szkół architektury w Polsce. Mieści się przy ul. Koszykowej 55 w Warszawie. Powstał w 1915 roku. Podwaliny współczesnej urbanistyki tu właśnie tworzyli Tadeusz Tołwiński i Jan Olaf Chmielewski, a kontynuowaną do dziś szkołę rysunku architektonicznego ukształtował Zygmunt Kamiński. Nową szkołę projektowania architektury krajobrazu i zieleni wprowadził Franciszek Krzywda-Polkowski, a założycielem Zakładu Architektury Polskiej był twórczy architekt Oskar Sosnowski, zmarły 24 września 1939 roku, raniony na dziedzińcu Wydziału podczas ratowania archiwum z bezcennymi, jak się okazało po wojennych zniszczeniach, inwentaryzacjami polskiej architektury. Symbolem czołowej myśli konstruktorskiej i jej integracji z architekturą, był Stefan Bryła – dziekan tajnego wydziału, rozstrzelany przez hitlerowców na stołecznej ulicy.

### Okres okupacji
Od wiosny 1942 do wybuchu powstania warszawskiego w budynku mieściła się konspiracyjna pracownia fałszowania dokumentów „Grajewski” będąca częścią Wydziału Legalizacji i Techniki w Oddziale II Komendy Głównej Armii Krajowej.

### Czasy powojenne
Po 1945 roku Wydział przyciągnął kolejnych twórców międzywojennej architektury: Romualda Gutta – pierwszego powojennego dziekana Wydziału, Bohdana Lacherta, Zdzisława Mączeńskiego, Szymona Syrkusa, Bohdana Pniewskiego. Konieczność odbudowy kraju ze zniszczeń wojennych zaowocowała udziałem w tworzeniu m.in. przez Piotra Biegańskiego i Jana Zachwatowicza „polskiej szkoły konserwacji zabytków” – chluby pierwszych powojennych dziesięcioleci, integrującej twórczo myśl architektoniczną i historyczną. Ale też nie wolno zapomnieć o tych tragicznych dla narodu latach prób wprowadzania zbrodniczej i obcej ideologii, których konsekwencją stała się śmierć, w Wigilię 1948 r. studenta Wydziału, bohaterskiego powstańca Jana Rodowicza „Anody”, zamordowanego przez służbę bezpieczeństwa.
Trzecie ćwierćwiecze, to udział w dydaktyce Wydziału twórców nowej, powojennej architektury: Zbigniewa Karpińskiego, Jana Bogusławskiego, Jerzego Hryniewieckiego, Małgorzaty i Zbigniewa Wacławków, Haliny Skibniewskiej i wielu innych. Linię myśli urbanistycznej Wydziału kontynuowali Kazimierz Wejchert i Hanna Adamczewska-Wejchert oraz Zygmunt Skibniewski, a w dziedzinie historii miast Wacław Ostrowski.

### Obecnie
Współcześnie Wydział jest jedną z dziewięciu szkół architektury w Polsce. Licząc ponad 1000 studentów i kadrę 150 nauczycieli akademickich, jest jednym z największych ośrodków nauki i dydaktyki w dziedzinie architektury i urbanistyki, a przez liczne kontakty zagraniczne i zauważalny udział absolwentów w architekturze światowej, również w skali międzynarodowej.

## Architektura

### Projekt gmachu
Brakuje wielu danych, a istniejące są niekompletne. Za autora projektu architektonicznego budynku uznaje się Antoniego Jabłońskiego-Jasieńczyka, którego nazwisko widnieje we wszystkich opracowaniach dotyczących historii gmachu: w Słowniku Architektów Stanisława Łozy, Atlasie Architektury Warszawy z 1977 roku, Encyklopedii Warszawy, jak również najnowszym katalogu architektury warszawskiej autorstwa Marty Leśniakowskiej. Dane z tych opracowań zostały wykorzystane przy tworzeniu tablicy informacyjnej Wydziału Architektury. Mimo tego pojawiają się inne nazwiska prawdopodobnych projektantów. Jest to możliwe ponieważ ówcześnie praktykowaną metodą było dostarczanie gotowych projektów z Petersburga i następne adaptowanie ich przez polskich architektów.
Za tą ideą przemawia istnienie podobnego Męskiego Gimnazjum Praskiego (współcześnie VIII Liceum Ogólnokształcące im. Władysława IV).
Zarówno gmach przy ul. Koszykowej 55, jak i Męskie Gimnazjum Praskie były ówcześnie luksusowymi budynkami szkolnymi, powstałymi przy wykorzystaniu innowacyjnych technik budowlanych.

### Początki
Pierwotnie zaprojektowany budynek gmachu Wydziału Architektury posiadał dziedziniec wewnętrzny skierowany ku południowemu wschodowi, na który wychodziły okna sal wykładowych. Bryła gmachu to dwa trójkondygnacyjne skrzydła wraz z łączącym je narożnym blokiem z obszerną klatką schodową i strefą wejściową. W wielu tekstach pojawiają się wzmianki o budowie oficyny mieszkalnej i sali gimnastycznej.
Podczas gdy sala gimnastyczna znalazła się przy wschodniej granicy parceli to czterokondygnacyjna jednotraktowa oficyna przy południowej.
Gmach został opisany przez Chrościńskiego jako „wczesnomodernistyczny z secesyjną dekoracją”. Na zespół elementów architektonicznych zgodny z klasycznym schematem artykulacji fasady umieszczono motywy północnej secesji. Do budowy gmachu użyto rozpowszechnionych materiałów produkowanych fabrycznie. Znormalizowane detale, dostarczane masowo na budowy, zamontowano na ścianach i obrzucono tynkiem, dzięki czemu imitowały formy kamienne. Jednak geometryczno-botaniczna ornamentacja podporządkowana jest całej strukturze ściany. Płynność linii charakterystyczna dla secesji uwidoczniana została tylko w żeliwnej balustradzie(wnętrze budynku). Znacznie przetransformowanymi formami klasycznymi są występujące tutaj ornamenty elewacji.
Ornamentyka podobna do „Bojarskij Dwór” (hotelu powstałego w latach 1901–1903) znajdującego się w Moskwie.Widoczne nawiązania do architektury rosyjskiej początku XX wieku: koronujący gzyms, falisty szczyt budynku, oraz arkada z archiwoltą.

### Wydział w gmachu
Wydział rozpoczął swoją działalność w tym budynku 13 X 1916 roku. Secesyjno-historyczny budynek nie odpowiadał jednak potrzebom Wydziału. „Nowoczesna” architektura propagowana przez profesorów nie pasowała do założeń obiektu. Mimo wielu postulatów dotyczących zmiany siedziby, przejęto jedynie cały gmach, który wcześniej współistniał z innymi użytkownikami. Stale wzrastająca liczba studentów przyczyniła się do nadbudowy skrzydła od ul. Lwowskiej zgodnego z projektem Stanisława Barańskiego z 1963 roku.
W latach 1973–1976 pojawiły się plany możliwej modernizacji i rozbudowy kompleksowych opracowań projektowych Terenu Centralnego Politechniki Warszawskiej. Jednak brak środków oraz wykupienie działek przez innych inwestorów do dzisiejszego dnia uniemożliwiają ich zrealizowanie.

### Modernizacja
Wieloletnie zmiany służące modernizacji budynku, często tymczasowe według planów, na stałe zmieniły wizerunek gmachu. Konserwacja zabytku przemieniała się często w przebudowę obiektu, połączoną z nadaniem mu form kosmopolitycznych (Collegium Maius). W wyniku braku przestrzeni i starzenia się budynku w latach 60. dokonano ponownego podziału traktu rekreacyjnego na I i II piętrze zmieniając początkowy układ korytarzy, wyznaczając pomieszczenia dla pracowników wydziału. Dokonano także unowocześnienia wnętrz I piętra poprzez wprowadzenie antresoli dostępnych od pracowni naukowych. W latach 80. zmodernizowano (według projektu K. Kucza-Kuczyńskiego i R. Gonciarza) audytoria znajdujące się na I piętrze, ponad parterem dobudowano także przeszklony łącznik łączący gmach od ul. Lwowskiej i oficynę. Pracownię rzeźbiarską zaadaptowano w salę ekspozycyjną. Odbudowano dziedziniec wewnętrzny przywracając mu funkcje powojennej aranżacji Witolda Plapisa.
Pomimo kontrowersyjnych prac modernizacyjnych gmach Wydziału Architektury został wpisany w latach 60. do rejestru zabytków.

## Tablice pamiątkowe
- Tablica pamiątkowa w podwórzu w miejscu śmierci Oskara Sosnowskiego, odsłonięta w 1979[3].

## Inne informacje
Na półpiętrze głównej klatki schodowej umieszczono fragment mozaiki ze zburzonego soboru św. Aleksandra Newskiego.
Gmach Wydziału Architektury jest miejscem akcji powieści kryminalnej z 2024 roku zatytułowanej Koszykowa 55 autorstwa absolwenta Wydziału Radosława Gajdy.

## Galeria

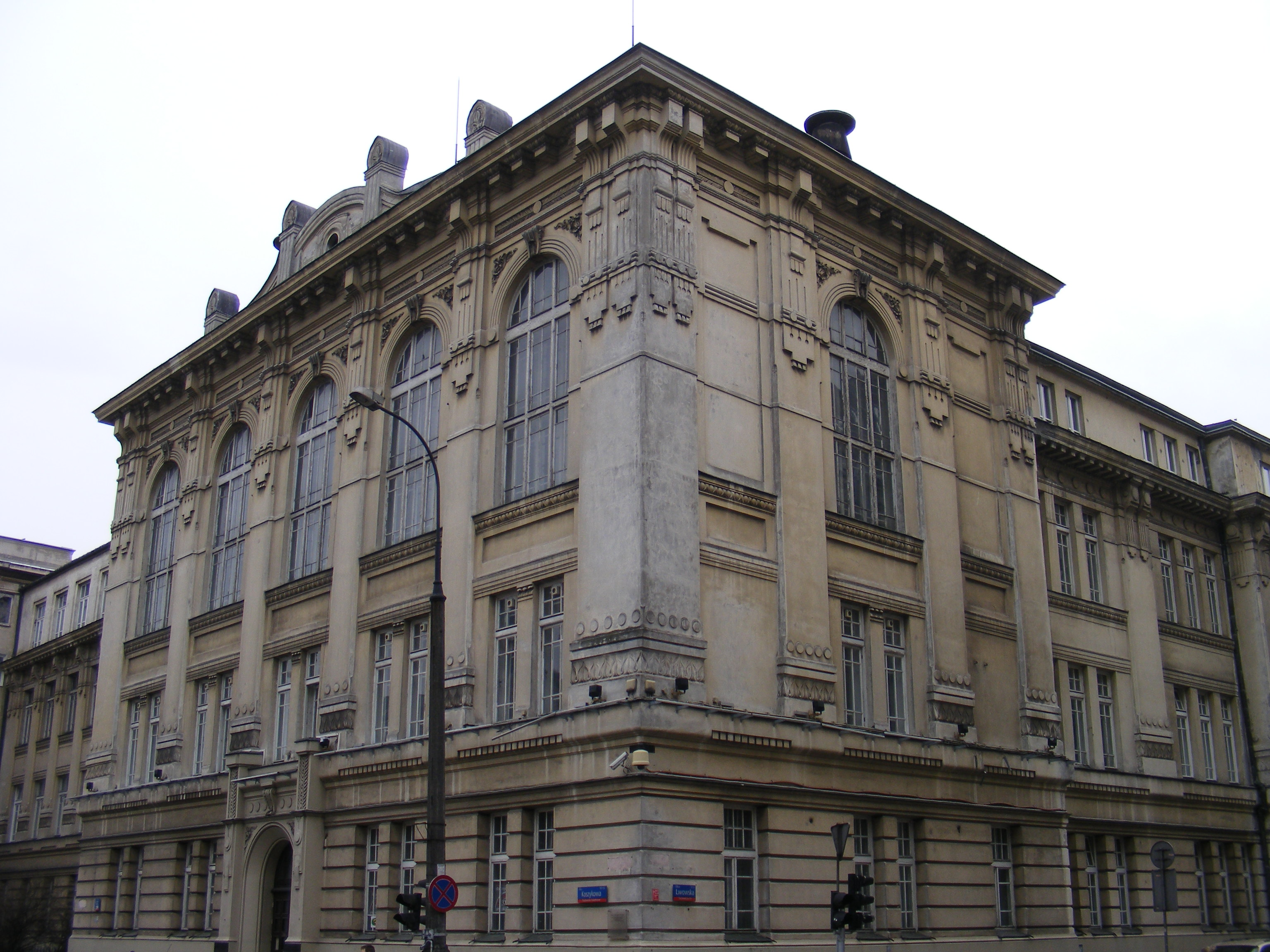
Róg ul.Koszykowej i ul.Lwowskiej
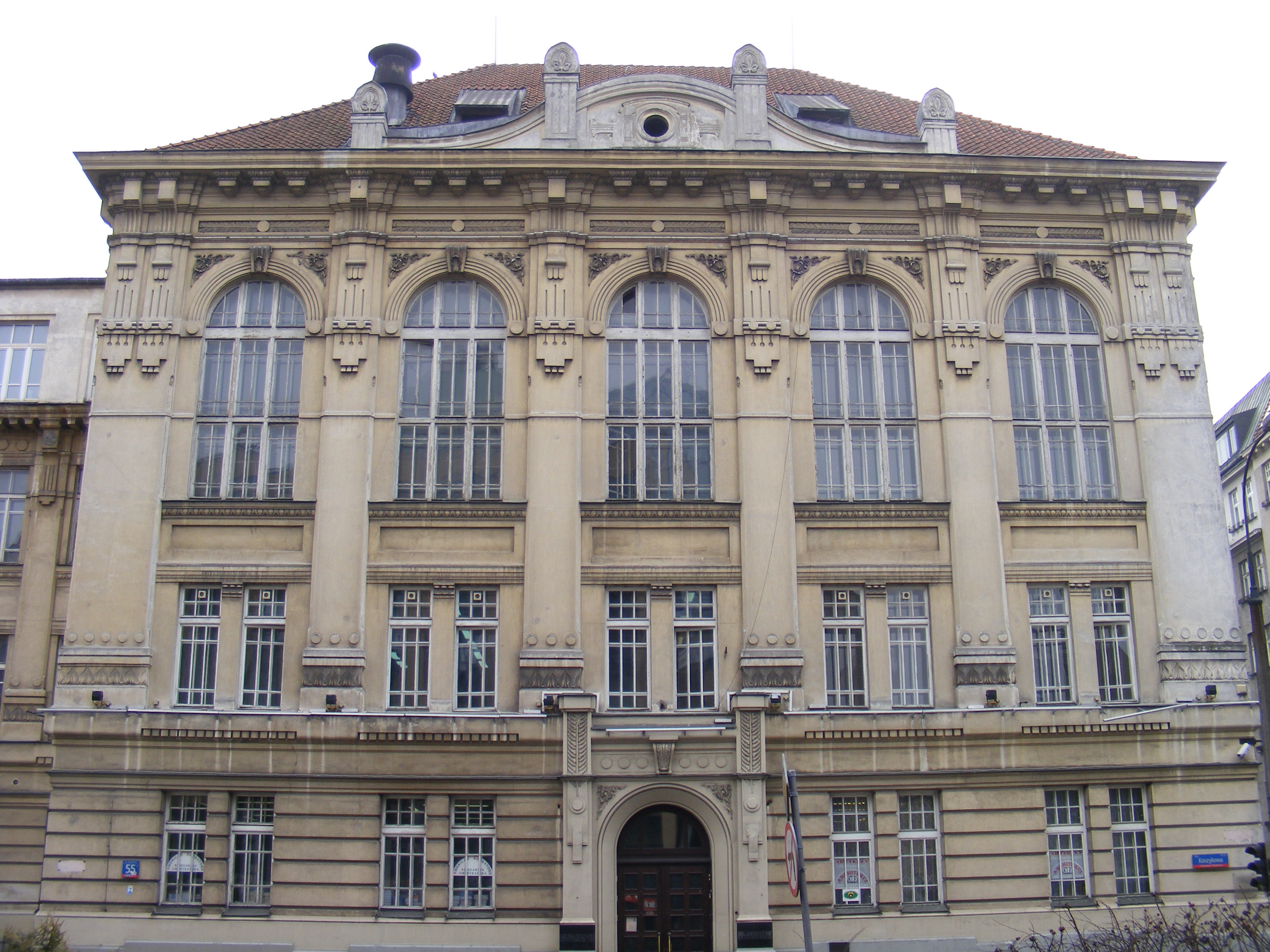
Front
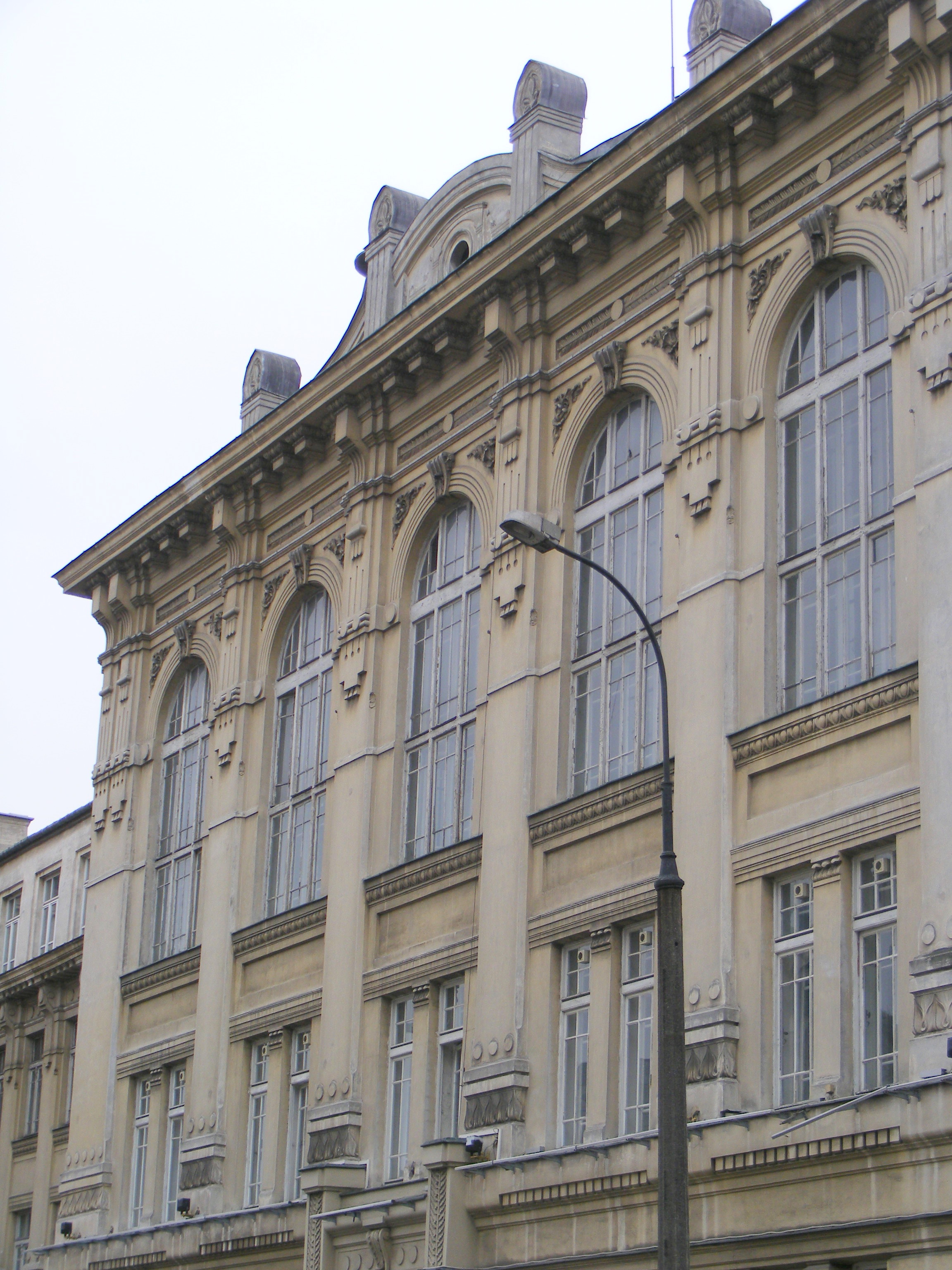
Fasada z elementami secesji
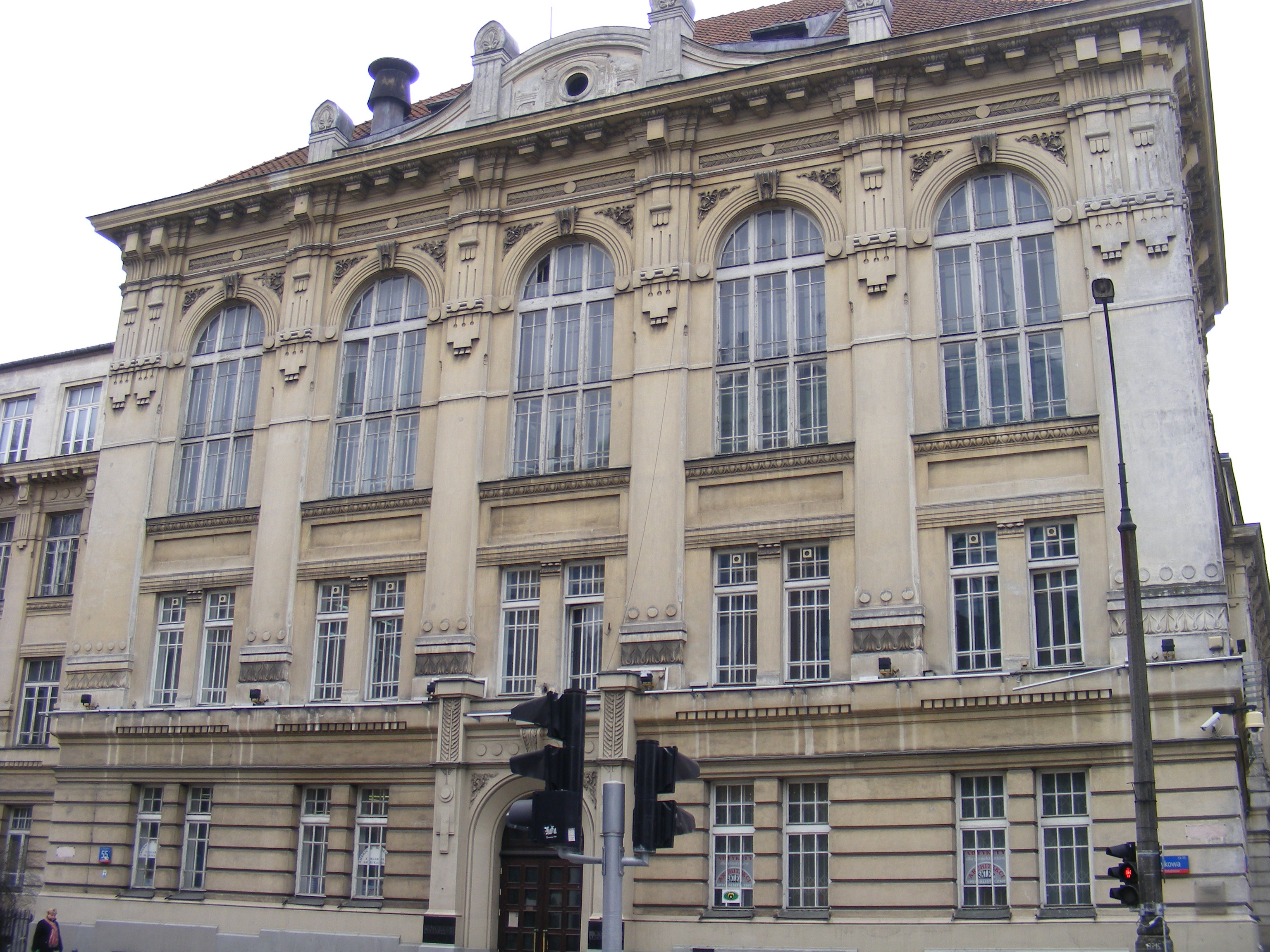
Gmach
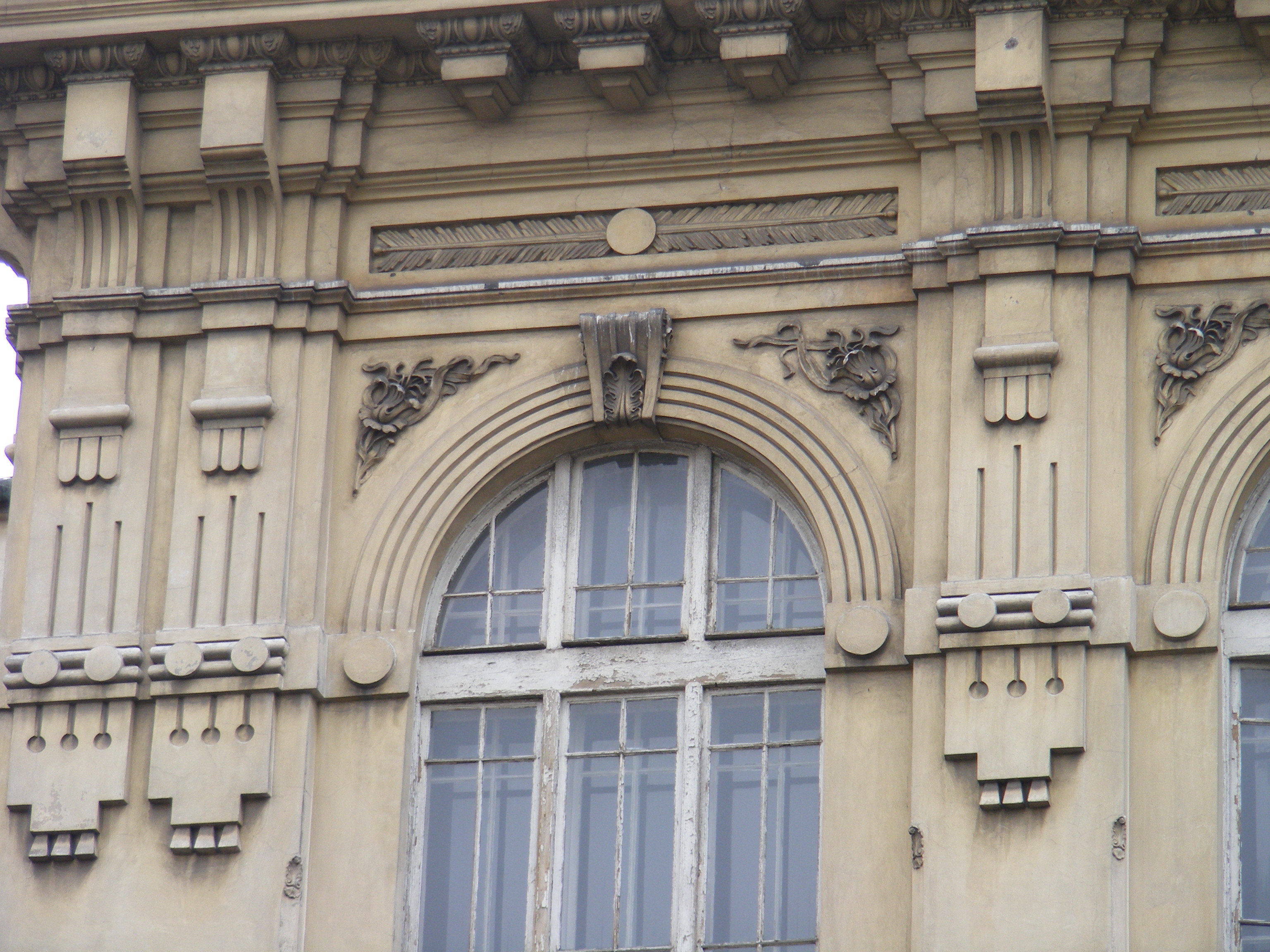
Organiczne formy roślinne
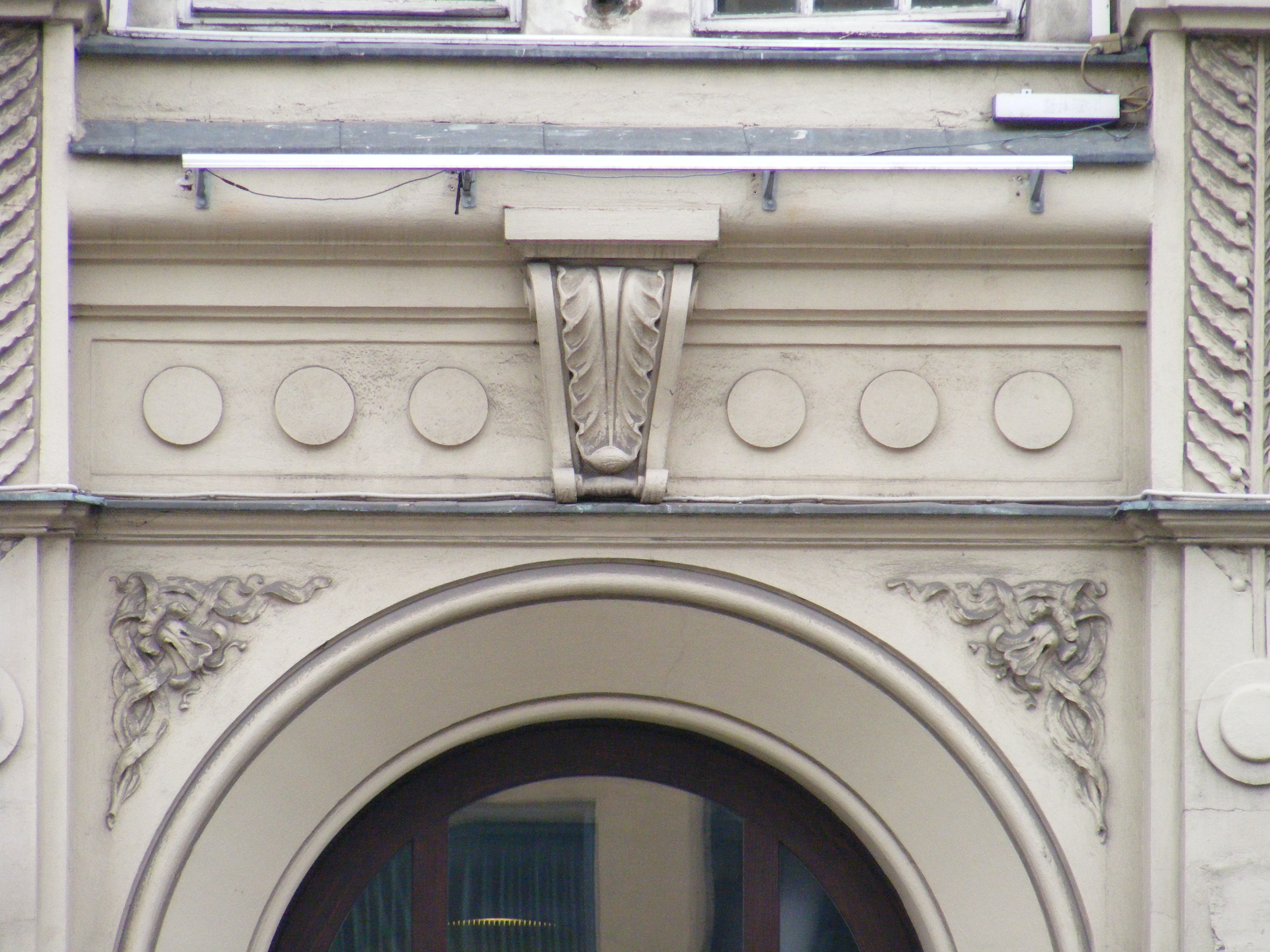
Fryz ornamentowany krążkowy
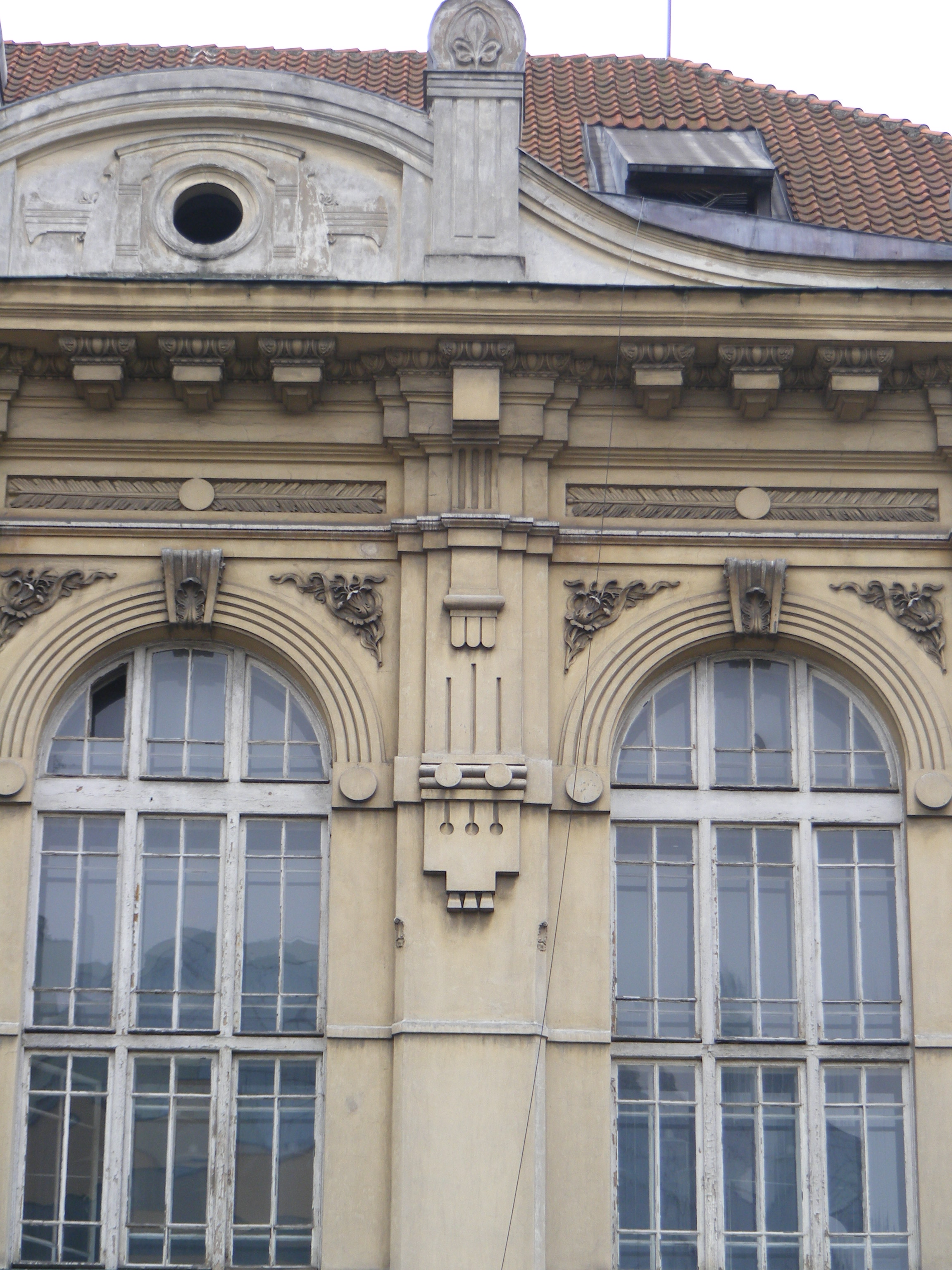
Okna
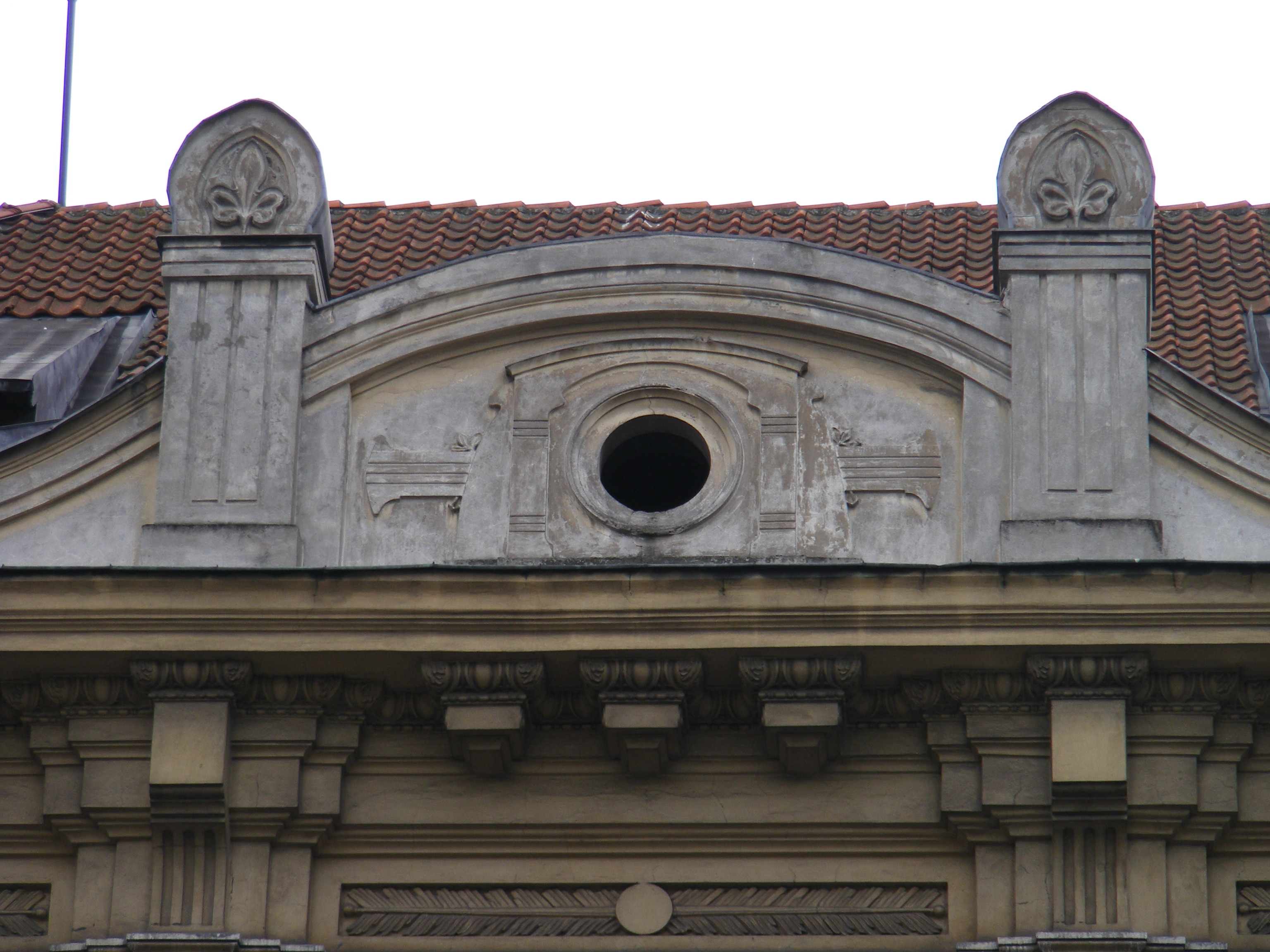
Wole oko